# Piscu Radului
Piscu Radului – wieś w Rumunii, w okręgu Vrancea, w gminie Vizantea-Livezi. W 2011 roku liczyła 398
mieszkańców.